# Ciro Ramírez
Ciro Ramírez Pinzón (Moniquirá, 21 de febrero de 1951-30 de julio de 2023) fue un político colombiano miembro del Partido Conservador que fue miembro del Senado y la Cámara de Representantes de Colombia. Era el padre del también político del partido Centro Democrático, Ciro Alejandro Ramírez.
Ciro Ramírez fue condenado a siete años y seis meses de cárcel en 2011 por sus vínculos con paramilitares y narcotraficantes. Ramírez ya había sido acusado por un fiscal delegado ante la Corte Suprema de Justicia por el delito de concierto para delinquir agravado con fines de narcotráfico y de promoción de grupos al margen de la ley.

## Carrera profesional
Ramírez Pinzón se desempeñó principalmente en las siguientes actividades profesionales:
| Cargo público | Partido político                              | Fecha Inicio          | Fecha Fin               |
| Director      | Coldeportes Boyacá                            | 10 de febrero de 1976 | 20 de abril de 1977     |
| Gerente       | Caja de Previsión Departamental - Boyacá      | 10 de junio de 1978   | 1 de noviembre de 1979  |
| Gerente       | Caja de Previsión Nacional - Seccional Boyacá | 28 de febrero de 1980 | 16 de abril de 1982     |
| Gerente       | Instituto Nacional de Tránsito de Boyacá      | 1 de junio de 1982    | 20 de noviembre de 1983 |

## Congresista de Colombia
En las elecciones legislativas de Colombia de 1994, Ramírez Pinzón fue elegido senador de la república de Colombia. Posteriormente en las elecciones legislativas de Colombia de 1998, 2002 y 2006, Ramírez Pinzón fue reelecto senador con un total de 54.091, 59.698 y 62.394 votos respectivamente.
En las elecciones legislativas de Colombia de 1986, Ramírez Pinzón fue elegido miembro de la Cámara de Representantes de Colombia con un total de votos.

### Iniciativas
El legado legislativo de Ciro Ramírez Pinzón se identificó por su participación en las siguientes iniciativas desde el congreso:

- Rendir homenaje al municipio de Macanal, departamento de Boyacá, por la celebración de los 200 años de su fundación (Archivado).[5]
- Expedir normas sobre biocombustibles renovables y crean estímulos para su producción, comercialización y consumo (Archivado).[6]
- Celebración de los 470 años de la Villa Hispánica del municipio de Tibaná, departamento de Boyacá (Sancionad como ley).[7]
- Vincular a la conmemoración de los cuatrocientos cincuenta años de la fundación del municipio de Cucaita, departamento de Boyacá (Archivado).[8]
- Crear la estampilla pro-universidad pedagógica nacional.[9]
- Celebración de los 450 años de fundación hispánica de Mongua, Boyacá.[10]
- Orden a la organización electoral en las elecciones del 12 de marzo de 2006 contabilizar una papeleta por la cual se convocaba al colombiano a respaldar la inscripción de la candidaturadel de Álvaro Uribe Vélez a la presidencia de la república para el periodo 2006- 2010.[11]
- Erigir a las ciudades de Manizales, Armenia, Pereira, en distritos especiales y turísticos (Archivado).[12]
- Estatuto del contribuyente y del usuario aduanero y cambiario (Archivado).[13]
- Celebración de los 468 años de villa hispánica del municipio de tibaná, departamento de Boyacá.[14]

## Carrera política
Su trayectoria política se ha identificado por:

### Partidos políticos
A lo largo de su carrera ha representado los siguientes partidos:
| Partido político    | Fecha Inicio       | Fecha Fin |
| Partido Conservador | 1 de julio de 1984 |           |

### Cargos públicos
Entre los cargos públicos ocupados por Ciro Ramírez Pinzón, se identifican:
| Cargo público             | Partido político    | Fecha Inicio        | Fecha Fin           |
| Senador de la República   | Partido Conservador | 20 de julio de 2006 | 28 de mayo de 2008  |
| Senador de la República   | Partido Conservador | 20 de julio de 2002 | 19 de julio de 2006 |
| Senador de la República   | Partido Conservador | 20 de julio de 1998 | 19 de julio de 2002 |
| Senador de la República   | Partido Conservador | 20 de julio de 1994 | 19 de julio de 1998 |
| Representante a la Cámara | Partido Conservador | 20 de julio de 1986 | 19 de julio de 1990 |
| Concejal Moniquirá        | Partido Conservador | 1 de julio de 1986  | 20 de julio de 1986 |
| Diputado Boyacá           | Partido Conservador | 1 de julio de 1984  | 1 de julio de 1986  |